# Štefan Tarkovič
Štefan Tarkovič (Prešov, 18 de fevereiro de 1973) é um treinador de futebol e ex-futebolista eslovaco que atuava como lateral-esquerdo. Seu trabalho mais recente foi como técnico da seleção do Quirguistão.

## Carreira
Defendeu Tatran Devín, Artmedia Bratislava, Spoje Bratislava, Svätý Jur e Matadorfix Bratislava - nestes 3 últimos, acumulou também a função de auxiliar-técnico, onde exerceria ainda na Seleção Feminina de seu país, no Baniyas (Emirados Árabes Unidos), no Tatran Prešov e no Žilina (foi treinador principal nestes 2 últimos clubes e também comandou o Košice).
Trabalhou também na seleção masculina principal da Eslováquia entre 2013 e 2023, como auxiliar, diretor técnico e treinador, tendo comandado a equipe na Eurocopa de 2020 (disputada no ano seguinte) . Em abril de 2023, Tarkovič foi anunciado como novo técnico da seleção do Quirguistão, substituindo Aleksandr Krestinin, ele deixaria o cargo em Junho de 2024, após ter levado a equipe para a terceira fase das eliminatórias para a Copa do Mundo de 2026, garantindo vaga na Copa da Ásia de 2027. 

## Links
- Perfil no site do MFK Košice